# Guerriero di Hirschlanden

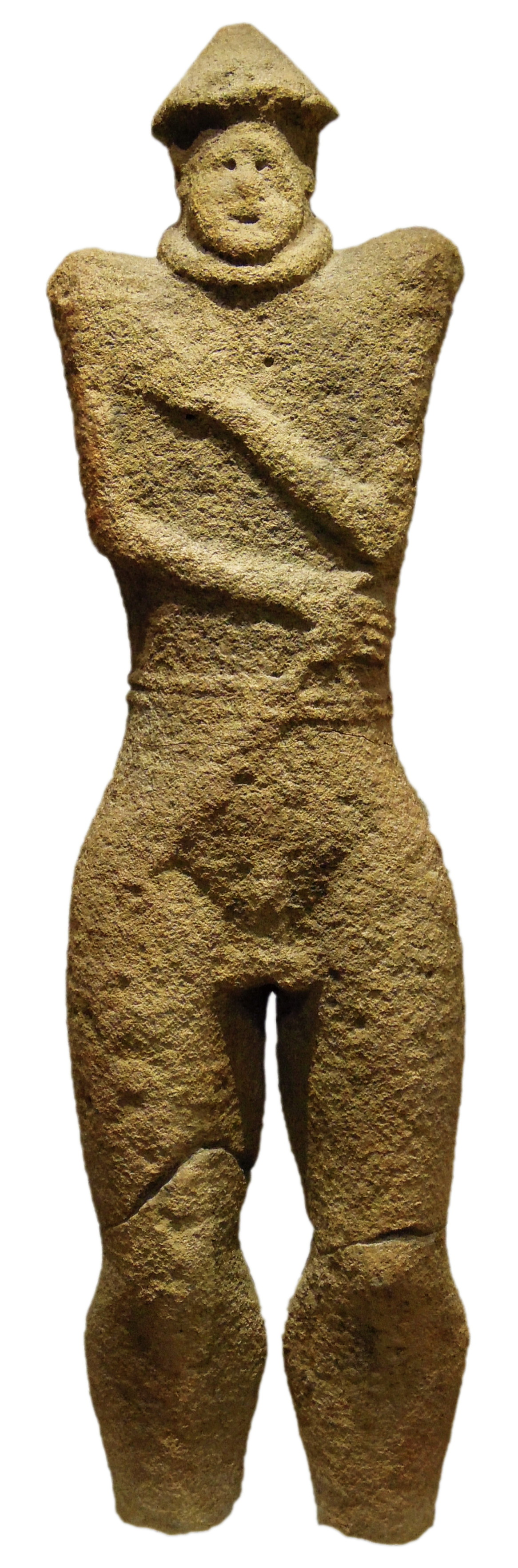
La statua del guerriero di Hirschlanden.

Il guerriero di Hirschlanden è una statua itifallica di guerriero in arenaria, tra le più antiche statue antropomorfe a grandezza naturale conosciute dell'età del ferro a nord delle Alpi. È un'opera della cultura di Hallstatt, risalente probabilmente al VI secolo a.C., conservata al Landesmuseum Württemberg di Stoccarda.

## Storia

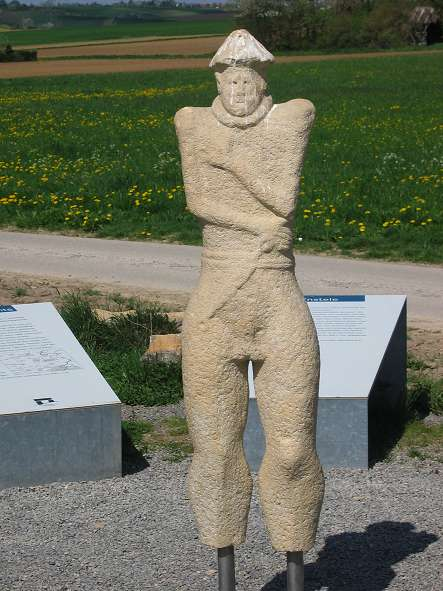
Una copia del guerriero di Hirschlanden, sul luogo del ritrovamento.

La statua si presenta mutila dei piedi, con un'altezza residua di 1,50 metri.
Il guerriero indossa un copricapo appuntito (forse, riproduce il tipo di forma conica in corteccia di betulla nella tomba del principe di Hochdorf), un torque al collo e una cintura alla vita con una tipica spada hallstattiana.
Mentre le gambe sono proporzionate con la vita, la parte superiore del corpo è piuttosto schematizzata e il volto è molto abbozzato, tanto da far pensare che si tratti di una maschera, secondo un costume funerario attestato nelle sepolture a Klein-Klein, in Stiria (Austria), e a Trebeništa (Macedonia).
L'influenza della statuaria greca dei kouroi è molto discussa. Esistevano già contatti con i Greci lungo il corso del Rodano grazie alla mediazione dei coloni focei di Marsiglia. Ci sono anche forti somiglianze con il guerriero di Capestrano (650-550 a.C.) e con la statua di Casale Marittimo (650 a.C.).
La statua è stata trovata a Hirschlanden (adesso Ditzingen, nel Baden-Württemberg, in Germania) nel 1963 durante gli scavi di un basso tumulo. Il tumulo era circondato da un cerchio di pietre e un muro di pietre a secco, databili dalla tarda prima età del ferro (Hallstatt D1, circa 600 a.C.) fino al principio della seconda età del ferro (periodo lateniano, circa 450 a.C.).
La statua fu rinvenuta a nord del tumulo, ma in origine doveva trovarsi alla sua sommità.
La scultura presenta segni di esposizione alle intemperie, suggerendo la circostanza di una lunga permanenza a contatto con l'aria prima del suo interramento.
Altre statue dell'età del ferro sono state trovate a Rottenburg, Tubinga, Stammheim e Stockach (tutte nel Baden-Württemberg), ma sono decisamente più stilizzate.
Nel successivo periodo lateniano le statue di pietra si fecero più diffuse, come attestano ritrovamenti fatti a Glauberg (in Assia, Germania), Holzgerlingen (Baden-Württemberg) e Mšecké Žehrovice (Repubblica Ceca).